# Von Ilsemann

Geslachtswapen (Nederland, 1995)

Ilsemann, sinds de adelsverheffing in 1908 Von Ilsemann, is een van oorsprong Nedersaksische familie waarvan een tak sinds 1995 tot de Nederlandse adel behoort. Het geslacht kent ook nog afstammelingen in Duitsland.

## Geschiedenis
De stamreeks begint met Heinrich Ilsemann die in 1602 vermeld wordt in Salzderhelden, een plaats in Nedersaksen. Zijn achterkleinzoon Dietrich (†1715) werd lid van de raad en burgemeester van Salzderhelden. Een verre nakomeling van hem, Karl (1856-1930), was luitenant-generaal in Pruisische dienst en in 1908 door Wilhelm II van Duitsland, in zijn hoedanigheid van koning van Pruisen, verheven in de Pruisische adelstand.
Een zoon van de laatste, Sigurd von Ilsemann, werd kapitein in Duitse dienst en vleugel-adjudant van keizer Wihelm II met de persoonlijke rang van majoor. Hij kwam mee met de keizer naar Nederland waar de keizer zich vestigde op Huis Doorn, na een verblijf op kasteel Amerongen. In 1920 trouwde Ilsemann met Elizabeth Mechtild Marie Sophie Louise gravin van Aldenburg Bentinck (1892-1971), lid van de grafelijke en gemediatiseerde, dus ebenbürtige tak van de familie Bentinck en dochter van de heer van Amerongen die tussen 1918 en 1920 de voormalige Duitse keizer onderdak had verleend alvorens hij naar Huis Doorn verhuisde: Godard John George Charles graaf van Aldenburg Bentinck (1857-1940), heer van Amerongen, enzovoort. Een kleinzoon van Ilsemann werd in 1995 ingelijfd in de Nederlandse adel met het predicaat jonkheer.

## Enkele telgen
- Karl Georg Hartwig Richard von Ilsemann (1856-1930), luitenant-generaal, in 1908 verheven in de Pruisische adelstand
  - Sigurd Wilhelm Adolf Arnold Frank Christoph von Ilsemann (1884-1952), kapitein in Duitse dienst en vleugel-adjudant van keizer Wihelm II; trouwde in 1920 met Elizabeth Mechtild Marie Sophie Louise gravin van Aldenburg Bentinck (1892-1971)
    - Dr. Wilhelm-Viktor von Ilsemann (1921-2015), voorzitter van de Raad van Bestuur van de Duitse Shell
      - Dr. Godard von Ilsemann (1956), chemicus, chef de famille

    - Siegfried Bentinck (1923-2016), koopman, verkreeg in Groot-Brittannië naamswijziging tot Bentinck en voerde die naam sinds 1957
    - Rüdiger Wilhelm Bernhard Hermann Ulrich von Ilsemann (1929-1993), electrotrechnicus
      - Jhr. Sigurd Fredrik von Ilsemann (1965), in 1995 ingelijfd in de Nederlandse adel